# Bréal-sous-Vitré
Bréal-sous-Vitré település Franciaországban, Ille-et-Vilaine megyében. Lakosainak száma 614 fő (2022. január 1.). Bréal-sous-Vitré Erbrée, Mondevert, Le Pertre, La Gravelle és Saint-Pierre-la-Cour községekkel határos.

## Népesség
A település népességének változása:
| Lakosok száma | 424  | 409  | 496  | 634  | 663  | 655  | 646  | 633  | 626  | 614  |
|               | 1968 | 1982 | 1990 | 2006 | 2013 | 2015 | 2017 | 2019 | 2020 | 2022 |